# Atwell Sidwell Mopeli-Paulus
Atwell Sidwell Mopeli-Paulus (1913 – 1960) fou un escriptor basuto. Va viure la major part de la seva vida a Sud-àfrica, i va escriure tant en sesotho com en anglès. Destaca per les seves novel·les Ho tsamaea ke ho bona (1945), que entre altres coses s'ocupa del seu temps com a soldat en la Segona Guerra Mundial, Blanket Boy's Moon (1953) i Turn to the Dark (1956).